# Papeles de Recienvenido
Papeles de Recienvenido es un libro de ficción del escritor argentino Macedonio Fernández. Fue publicado por primera vez en 1929 por Cuadernos del Plata. El libro, como todos los escritos por Macedonio resulta difícil de encasillar, tanto por su estructura como por el particular empleo del lenguaje, único en lengua castellana.

## La obra
Papeles de Recienvenido tiene lo que se puede llamar un personaje de ese nombre. El resto es un ir y venir entre autor y lector, entre ficción y realidad. Macedonio escribe con humor contando situaciones que, a veces, concluyen, quedan pendientes o derivan en otras. El libro es otra demostración del peculiar estilo del autor, una constante invención de términos y de la manera de narrar.